# Mammillaria parkinsonii
Mammillaria parkinsonii ist eine Pflanzenart aus der Gattung Mammillaria in der Familie der Kakteengewächse (Cactaceae). Das Artepitheton parkinsonii ehrt den britischen Konsul in Mexiko und Freund Ehrenbergs John Parkinson.

## Beschreibung
Mammillaria parkinsonii ist eine sukkulente Pflanze, zunächst mit einem einzelnen Trieb, der dann später verzweigt. Sie hat einen zylindrischen, blau-grünen Körper, welcher bis zu 15 Zentimeter hoch wird und einen Durchmesser zwischen 10 und 15 Zentimeter erreicht. Die Axillen sind mit zahlreichen, feinen, weißen und zum Teil gebogenen Borsten versehen, die in der Blühzone stärker wollig werden. Die 2 bis 5 Mitteldornen sind gewöhnlich leicht abwärts gebogen. Sie sind steif, weißlich gefärbt mit dunkler Spitze und nur 6 bis 8 Millimeter lang. Die unteren von ihnen sind länger und dabei sogar bis zu 3,8 Zentimeter lang. Mindestens 30 Randdornen sind sehr fein und leicht gebogen. Sie werden 4 bis 6 Millimeter lang.
Die hellgelben Blüten haben einen roten Mittelstreifen. Sie sind 1,2 bis 1,5 Zentimeter lang und erreichen einen eben solchen Durchmesser. Die keuligen Früchte sind rotorange gefärbt. Sie sind bis zu 1 Zentimeter lang und enthalten braune Samen.

## Verbreitung, Systematik und Gefährdung
Mammillaria parkinsonii ist in den mexikanischen Bundesstaaten Guanajuato, Hidalgo und Querétaro,  in Gebirgsregionen zwischen 1200 und 2400 Meter verbreitet.
Die Erstbeschreibung erfolgte 1840 durch Christian Gottfried Ehrenberg. Nomenklatorische Synonyme sind Cactus parkinsonii (Ehrenb.) Kuntze (1891) und Neomammillaria parkinsonii (Ehrenb.) Britton & Rose (1923).
In der Roten Liste gefährdeter Arten der IUCN wird die Art als „Endangered (EN)“, d. h. als stark gefährdet geführt.

## Nachweise